# Bromarvs församling
Bromarvs församling var fram t.o.m. 31.12.2014 en av åtta församlingar i Raseborgs kyrkliga samfällighet i Raseborgs prosteri inom Borgå stift i Evangelisk-lutherska kyrkan i Finland. Till församlingen hörde de kyrkomedlemmar som var bosatta på Bromarvs område i Raseborgs stad. Majoriteten av medlemmarna var svenskspråkiga. Vid årsskiftet 2007/2008 hade församlingen 614 medlemmar.
Den 1.1.2015 upphörde Bromarvs församling för att ingå i Ekenäsnejdens svenska församling, som omfattar även de tidigare församlingarna i Ekenäs, Snappertuna och Tenala. 